# Donibristle House

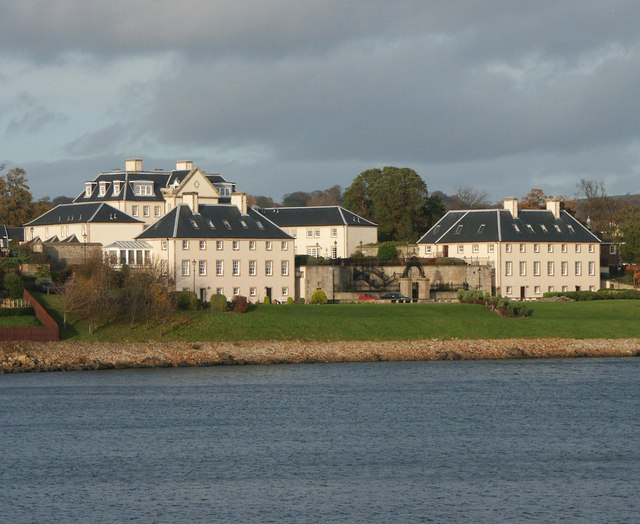
Donibristle House

Die Donibristle House ist ein Herrenhaus in der schottischen Ortschaft Dalgety Bay in der Council Area Fife. 1972 wurde das Bauwerk als Einzeldenkmal in die schottischen Denkmallisten in der höchsten Denkmalkategorie A aufgenommen. Des Weiteren sind die zugehörige Donibristle Chapel und die East Lodge separat als Kategorie-A-Bauwerke klassifiziert.

## Geschichte
Infolge seiner Verdienste in den Schottischen Unabhängigkeitskriegen, unter anderem der Verteidigung von Edinburgh Castle, erhob Roberth the Bruce Thomas Randolph im Jahre 1314 zum ersten Earl of Moray. Damit verbunden erhielt Randolph die Ländereien von Donibristle. Am Standort entstand ein Vorgängerbau von Donibristle House, der jedoch 1592 niederbrannte. Um 1720 entstand das heutige Herrenhaus. Abermals verheerte um 1912 ein Brand das Gebäude, sodass es abgebrochen werden musste. Heute sind nur noch wenige Flügel des ursprünglichen Anwesens erhalten. Erneut brannte es dort im Jahre 1984.

## East Lodge

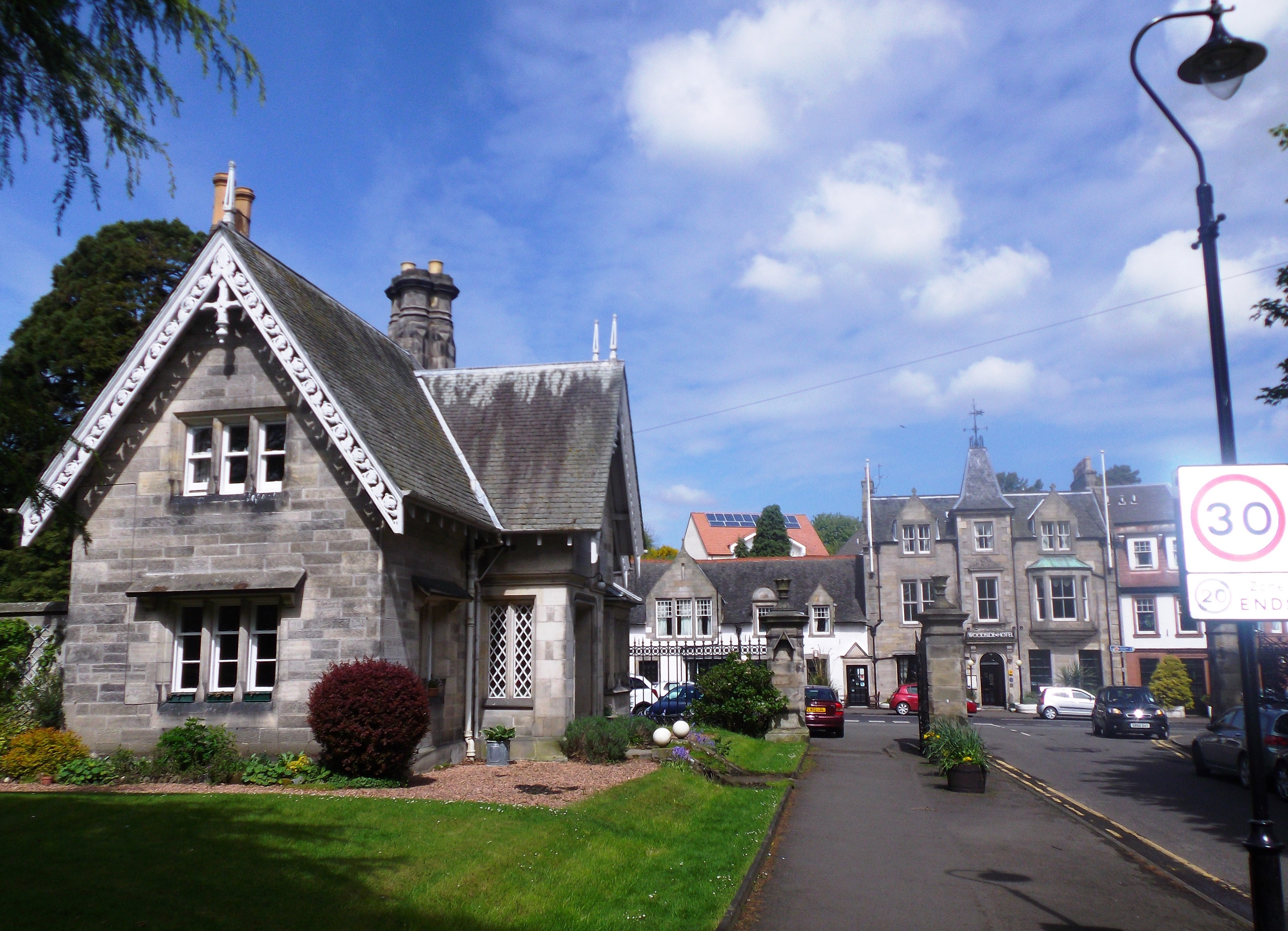
East Lodge

Anhand der Lage der East Lodge im Zentrum der benachbarten Ortschaft Aberdour rund drei Kilometer nordöstlich des Herrenhauses, wird das Ausmaß der Ländereien offensichtlich. Die Lodge wurde im Jahre 1870 nach einem Entwurf des Architekturbüros Maitland & Wardrop erbaut. Die über eine kurze Vortreppe zugängliche Eingangstür des zweistöckigen Hauses schließt mit einem Korbbogen. Entlang der Fassaden sind die Fenster teils gekuppelt. Die steilen abschließenden Dächer sind mit grauem Schiefer eingedeckt.

## Donibristle Chapel

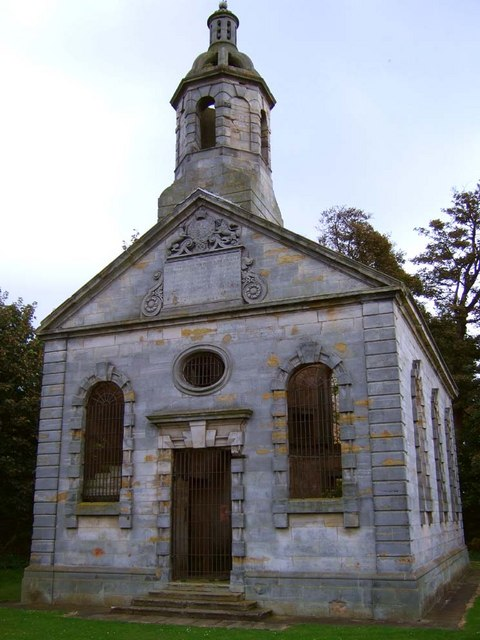
Donibristle Chapel

Rund 200 m westlich von Donibristle House steht die Donibristle Chapel. Sie wurde im Jahre 1731 nach einem Entwurf des schottischen Architekten Alexander McGill erbaut, der später Stadtarchitekt Edinburghs werden sollte. Baujahr und Architekt sind auf einer Wendeltreppe im Inneren verewigt. Das längliche Gebäude ist mit ornamentierten Giebeldreiecken und rustizierten Einfassungen und Ecksteinen gestaltet. Die als Grablege der Earls of Moray dienende Privatkapelle ist heute nur noch als dachlose Ruine erhalten.